# Vlootmaatschap
Een vlootmaatschap is een maatschap waarbij de vennoten kapitaal inbrengen bestemd voor de aankoop van een – meestal nieuw te bouwen – schip. De vennoten worden gezamenlijk mede-eigenaar van het schip. Gedurende het bestaan van de maatschap vloeien de opbrengsten voor de vennoten voort uit de exploitatie van het schip: het zogeheten enkelvoudig rendement. Dit rendement kan worden aangevuld met opbrengsten uit de verkoop van het schip. De vennoten lijden verlies, wanneer het schip te weinig vrachtinkomsten heeft en/of de verkoopprijs te laag uitvalt. 

## Fiscale faciliteit
In 2009 kondigde de Nederlandse overheid tijdelijke, economische stimuleringsmaatregelen af. Deze maakten dat het deelnemen aan een maatschap in fiscale zin werd beloond. Dit heeft ervoor gezorgd dat vlootmaatschappen extra onder de aandacht werden gebracht van potentiële investeerders. De geldigheid van de fiscale maatregel gold oorspronkelijk tot eind december 2009, maar werd later verlengd tot eind december 2010. In september 2010 kondigde minister van Financiën De Jager aan dat hij aanstuurde op een verlenging van de maatregel tot eind 2011. Medio november bleek dat een meerderheid in de Tweede Kamer hier niet voor te vinden was, wanneer het gaat om particuliere beleggingen in zeeschepen. De verantwoordelijke staatssecretaris Weekers zal begin 2011 een besluit over een negatieve uitzondering voor zeeschepen voorleggen aan de Tweede Kamer.

## Verandering van rechtspersoonlijkheid
Een vlootmaatschap kan zo opgezet zijn dat deze na verloop van tijd de rechtspersoonlijkheid aanneemt van een naamloze vennootschap. Juridisch gezien is een vlootmaatschap vanaf dat moment geen maatschap meer. Deze omzetting naar een NV vindt meestal plaats zodra het aangekochte schip de werf verlaat. Een schip dat vaart kan betrokken raken bij calamiteiten, waarvoor uiteindelijk de (mede-)eigena(a)r(en) aansprakelijk gesteld kunnen worden. Aan scheepsongevallen gerelateerde schadeclaims kunnen zeer hoog uitvallen. Door de eigendom onder te brengen in een NV worden de deelnemers in de vlootmaatschap beschermd tegen dergelijke hoge claims. Voor de aandeelhouders van een NV kan de schade niet groter zijn dan het waardeloos worden van de aandelen.